# نظریه تعارض واقع‌گرایانه
نظریه تعارض واقع‌گرایانه (انگلیسی: Realistic conflict theory)، همچنین به عنوان نظریه تضاد گروهی واقع‌گرا («RGCT» شناخته می‌شود)،
 یک مدل روان‌شناسی اجتماعی از درگیری گروهی است. این نظریه توضیح می‌دهد که چگونه خصومت بین گروهی می‌تواند در نتیجه اهداف متضاد و رقابت بر سر منابع محدود به وجود آید، و همچنین توضیحی برای احساسات پیش‌داوری و تبعیض به سمت درون‌گروهی و برون‌گروهی که خصومت بین گروهی را همراهی می‌کنند.

 گروه‌ها ممکن است برای کمبود واقعی یا تصور شده منابع مانند پول، قدرت سیاسی، حفاظت نظامی یا موقعیت اجتماعی در رقابت باشند.
احساس نارضایتی می‌تواند در شرایطی ایجاد شود که گروه‌ها رقابت بر سر منابع را دارای یک بازی مجموع-صفر بدانند که در آن فقط یک گروه برنده است (منابع مورد نیاز یا مورد نظر را به دست آورده) و گروه دیگر بازنده (ناتوان است). برای به دست آوردن منبع محدود به دلیل اینکه گروه «برنده» ابتدا به منبع محدود دست یافته است). طول و شدت تضاد بر اساس ارزش و کمبود درک شده منبع داده شده است. طبق نظریه تعارض واقع‌گرایانه، روابط مثبت تنها در صورتی قابل احیا هستند که اهداف برتر برقرار باشند.